# Sơn ca mỏ dài Karoo
Sơn ca mỏ dài Karoo, tên khoa học Certhilauda subcoronata, là một loài chim trong họ Alaudidae.